# Nicette Bruno
Nicette Bruno, nome d'arte di Nicete Xavier Miessa (Niterói, 7 gennaio 1933 – Rio de Janeiro, 20 dicembre 2020), è stata un'attrice brasiliana.

## Biografia
Attrice di cinema, tv e soprattutto teatro, formatasi con Pascoal Carlos Magno, ottenne numerosi riconoscimenti, tra cui il Prêmio ABCT, il Prêmio Molière, il Troféu APCA (vinto tre volte), il Prêmio Shell, il Troféu Eusélio Oliveira, il Lifetime Achievement Award nell'ambito dei 19º Brazilian International Press Awards e il Troféu Mário Lago.
Al cinema fu diretta dai registi italiani Alberto Pieralisi e Ruggero Jacobbi. In Italia divenne però soprattutto nota per l'importante ruolo svolto nella telenovela Vite rubate, trasmessa da Telemontecarlo.
Fu nel cast di Sexo, amor e traição, unico film diretto da Jorge Fernando.
Ebbe una parte molto significativa nella telenovela Pega Pega del 2017. Due anni dopo apparve in Órfãos da Terra, produzione Globo premiata con l'Emmy. La sua ultima prova fu nella telenovela Éramos Seis, nel 2020.
Nicette Bruno morì nel dicembre del 2020, all'età di 87 anni, per complicazioni da COVID-19, che aveva aggravato le sue già precarie condizioni di salute: da tempo era in emodialisi . Vedova del collega Paulo Goulart (deceduto nel 2014), era madre di altri tre attori: Beth Goulart, Paulo Goulart Filho e Barbara Bruno.

## Filmografia parziale

### Cinema
- Querida Susana, regia di Alberto Pieralisi (1947)
- Esquina da Ilusão, regia di Ruggero Jacobbi (1953)
- A Marcha, regia di Oswaldo Sampaio (1972)
- Vila Isabel, regia di Isabel Diegues - cortometraggio (1998)
- Zoando na TV, regia di José Alvarenga Jr. (1999)
- Seja o Que Deus Quiser!, regia di Murilo Salles (2002)
- A Guerra dos Rocha, regia di Jorge Fernando (2008)
- A Casa das Horas, regia di Heraldo Cavalcanti - cortometraggio (2010)
- Doidas e Santas, regia di Paulo Thiago (2016)
- O Avental Rosa, regia di Jayme Monjardim (2018)

### Televisione
- Vite rubate (Louco amor, 1983)
- Giungla di cemento (Selva de Pedra, 1986)
- Vento di passione (Aquarela do Brasil, 2000)
- Alma Gêmea (2006)
- A vida da gente (2011-2012)
- Salve Jorge (2012-2013)
- Joia Rara (2014)
- Pega Pega - serial TV, 146 episodi (2017-2018)
- Órfãos da Terra (2019)